# Tristan Garel-Jones
William Armand Thomas Tristan Garel-Jones (Gorseinon, 28 de febrero de 1941-Candeleda, Ávila; 23 de marzo de 2020), el Barón y Lord  Garel-Jones, fue un político británico, miembro del parlamento, e hispanista que destacó por su labor en la aprobación del Tratado de Maastrich de la Unión Europea y como interviniente en las relaciones del Reino Unido con otros países.

## Biografía
Nació en Gorseinon en 1941, vivió en España entre 1948 y 1978. Trabajó como banquero y después, en 1974 fue diputado de Walford por la circunscirpción de Caernafron (Gales). Fue ministro de Asuntos Exteriores Europeos y América Latina del Reino Unido. Durante su mandato fue responsable de las negociaciones para el Tratado de Maastricht y de los asuntos de seguridad, además del comercio internacional y las relaciones con Latinoamérica. La mayor parte de su trayectoria política se llevó a cabo en el "Whips Office" encargado de la disciplina del partido.
Miembro del Partido Conservador desde 1974, fue diputado por Watford desde 1979 hasta su renuncia en 1997. Posteriormente, de 1983 a 1986, fue Lord Comisionado del Tesoro, y tesorero de la Corte de Su Majestad en 1989. Antes de iniciar su carrera política trabajó en la City de Londres en Banca de inversión, profesión que retomó al dejar su actividad política. Fue consejero de la Unión de Bancos Suizos, de British Petroleum y de British Airways. Posteriormente, miembro de los consejos de administración de Iberia, Acciona y Vodafone. Fue managing director del UBS Investment Bank. También presidió la fundación Euroamérica.
Casado con la española Catalina Garrigues Carnicer, sobrina del crítico taurino Antonio Díaz Cañabate, el matrimonio tuvo cuatro hijos. Estuvo muy vinculado a España, donde pasaba en la localidad abulense de Candeleda, gran parte de su tiempo libre. Colaborador habitual de diversos medios de comunicación escrita tanto de España como del Reino Unido, Lord Garel-Jones era además un defensor de la tauromaquia, en el año 2012 fue elegido por la junta de gobierno de la Real Maestranza de Caballería de Sevilla para ser el pregonero taurino de la Feria de Abril. El pregón se pronunció el 8 de abril, domingo de Ramos, con Juan Belmonte y los valores taurinos como tema de su discurso.
Tras varios años de enfermedad falleció a los 79 años en Candeleda (Ávila) el 23 de marzo de 2020.

## Premios
- IV Premio Manuel Ramírez del diario ABC por su defensa de la tauromaquia.[7]
- III Premio Fundación Banco Santander a las Relaciones Hispano-Británicas (2014), concedido por su labor puente entre ambos países.[2]